# Trichophaga bipartitella
Trichophaga bipartitella is een vlinder uit de familie echte motten (Tineidae). De wetenschappelijke naam is voor het eerst geldig gepubliceerd in 1892 door Ragonot.
De soort komt voor in Europa.